# Tirol alemán
El Tirol alemán (en alemán: Deutschtirol; en italiano: Tirolo tedesco) es una región histórica en los Alpes actualmente dividida entre Austria e Italia. Incluye en gran parte lugares germánicos del histórico condado de Tirol: el estado austriaco de Tirol (que consiste en el Tirol del Norte y el Tirol del Este) y la provincia de Tirol del Sur, pero no la provincia de mayoría de lengua italiana de Trentino (anteriormente, Tirol del Oeste).

## Historia

Las provincias de Austria en 1918 con el Tirol alemán en amarillo oscuro.

El Tirol alemán históricamente era una parte integral de los territorios de la dinastía Habsburgo, en concreto del condado de Tirol, pero con la caída del imperio de Austria-Hungría y de la dinastía al final de la Primera Guerra Mundial, los lugares del imperio con una mayoría étnica germánica comenzaron a formar un nuevo estado.
El 11 de noviembre de 1918, el emperador Carlos I de Austria renunció al poder y, el 12 de noviembre, en estos territorios germánicos, incluyendo la provincia del Tirol alemán (en alemán Provinz Deutschtirol) se declaró la República de la Austria alemana con la intención de unirse con Alemania. Sin embargo, el territorio de Tirol del Sur había sido prometido como conquista de guerra a Italia por las potencias de la Entente en el Tratado de Londres de 1915. El resto del Tirol alemán se convirtió en el estado federal austriaco de Tirol.
La situación del Tirol fue decidida definitivamente en 1919 por el Tratado de Saint-Germain-en-Laye que estableció la división de la región que permanece hasta la actualidad.
- Datos: Q4118268